# Черноморски район
Черноморски район (на руски: Черноморский район) се намира в западната част на Крим. Административен център е гр. Черноморское.
Има площ 1509 км² и население 34 112 души (2001).

### Етнически състав
(2001)
- 52,8% – руснаци
- 29,3% – украинци
- 12,7% – кримски татари
- 1,5% – беларуси